# Soberana 02

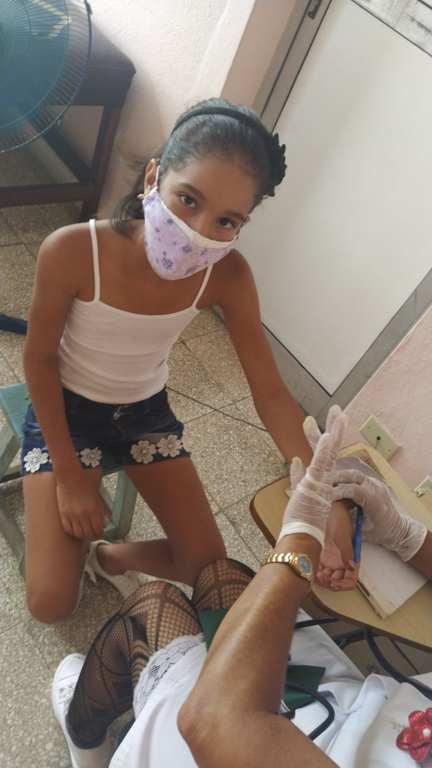
Une fille de 8 ans recevant le vaccin Soberana 02 à Cuba en septembre 2021.

Soberana 02 est un vaccin contre la Covid-19 produit par la société biopharmaceutique d'État BioCubaFarma à Cuba. Devant la recrudescence des contaminations de Covid-19 et avant de connaitre les résultats des essais cliniques les autorités cubaines commencent les vaccinations en avril 2021. BioCubaFarma annonce, en juin 2021, une efficacité de 62 % avec deux doses de vaccin Soberana 02.

## Contexte
La traduction de Soberana 02 est « Souveraine 02 », le mot « vaccin » se traduit par « vacuna », mot féminin. Cuba décide de produire ses propres vaccins et refuse d'adhérer au dispositif COVAX, mis en place par l’Organisation mondiale de la santé  permettant un accès équitable aux vaccins en particulier pour les pays à faible économie,.

## Essais et vaccinations
Cuba engage le 1er mars 2021 la phase 3 des essais cliniques de son vaccin Soberana 02. Devant la recrudescence des contaminations de Covid-19 à partir de janvier 2021 et avant de connaitre le résultat des essais cliniques les autorités cubaines décident de commencer la vaccination du personnel médical de l'île , puis de la population. L'objectif des autorités est de vacciner 70 % de celle-ci pour le mois d’août prochain. Mais les moyens matériels font défaut pour mener à bien ce projet, ainsi il manque 20 millions de seringues. Des dons sont mis en place dans plusieurs pays pour aider Cuba. En juin 2021 BioCubaFarma annonce une efficacité de 62 % de Soberana 02 avec seulement deux des trois doses nécessaires.
À la date du 16 juin 2021, environ 4,3 millions de doses de Soberana 02 et d'Abdala ont été administrées à la population cubaine avec 1,4 million de cubains qui ont reçu deux doses et 794 000 trois doses.